# Lonneke Dort
Lonneke Dort (Velsen, 28 november 1986) is een cabaretière en kleinkunstenares uit Nederland. In 2015 studeerde ze af aan de Koningstheateracademie in Den Bosch.
In 2011 was Dort de winnaar van het Utrechts Cabaret Festival. In dat zelfde jaar won ze ook het Griffioen Cabaret Festival. Haar grootste onderscheiding ontving Dort in 2017, toen ze de Wim Sonneveldprijs op het Amsterdams Kleinkunst Festival won.